# Osceola Magic
Los Osceola Magic son un equipo de baloncesto estadounidense perteneciente a la NBA G League que comenzaron a jugar en la temporada 2008-2009 con el nombre de Erie BayHawks en Erie, en el estado de Pensilvania. Tienen su sede en la ciudad de Kissimmee, Florida. Juegan sus partidos en el Silver Spurs Arena, un pabellón para 8.000 espectadores. El 14 de diciembre se anunció la compra del equipo por parte de los Orlando Magic, con la intención de recolocar el equipo en Lakeland (Florida) en la temporada 2017-18.

## Historia

### Erie BayHawks (2008-2017)
Los BayHawks (en español, Halcones de la Bahía), hacen referencia por un lado a la bahía de Presque Isle, donde se asienta la ciudad de Erie. Por otro lado el halcón representa la naturaleza y la vida marítima a lo largo de la historia de la ciudad. Los halcones eran aves muy respetadas que se empleaban en las expediciones marinas para enviar importantes mensajes.
Los colores del equipo, el negro, el oro y el rojo, rendían homenaje al comodoro Oliver Hazard Perry, vecino de esa ciudad, y a los uniformes navales que se utilizaron en la Revolución Americana.

### Lakeland Magic (2017-2023)
En 2016 los Orlando Magic anunciaron su intención de hacerse con un equipo de la Liga de Desarrollo que jugara en Florida, pero declaró que sería un equipo de expansión y no una reubicación del BayHawks. Sin embargo, en diciembre de 2016, los Magic anunciaron que habían comprado la franquicia de BayHawks y trasladarían a Lakeland, Florida, convirtiéndose en el decimoséptimo equipo de la NBA en poseer un equipo en la D-League.

### Osceola Magic (2023-presente)
El 11 de abril de 2023, Orlando Magic anunció que trasladaría su filial de la G League a Osceola. El equipo tendrá su sede en Osceola Heritage Park y jugará en el Silver Spurs Arena.

## Trayectoria
| Temporada      | Conferencia | División  | Puesto            | Ganados | Perdidos | %    | Playoffs |
| -------------- | ----------- | --------- | ----------------- | ------- | -------- | ---- | --- |
| Erie BayHawks  |             |           |                   |         |          |      | |
| 2008–09        | --          | Central   | 3º                | 27      | 23       | .540 | Pierde 1ª ronda (Colorado, 108–129)                                                                                        |
| 2009–10        | Eastern     | --        | 6º                | 21      | 29       | .420 | |
| 2010–11        | Eastern     | --        | 2º                | 32      | 18       | .640 | Pierde 1ª ronda (Reno, 1–2)                                                                                                |
| 2011–12        | Eastern     | --        | 3º                | 28      | 22       | .560 | Pierde 1ª ronda (Austin, 1–2)                                                                                              |
| 2012–13        | Eastern     | --        | 4º                | 26      | 24       | .520 | |
| 2013–14        | --          | Eastern   | 5º                | 16      | 34       | .320 | |
| 2014–15        | Eastern     | Atlantic  | 3º                | 24      | 26       | .480 | |
| 2015–16        | Eastern     | Atlantic  | 5º                | 12      | 38       | .240 | |
| 2016–17        | Eastern     | Atlantic  | 6º                | 14      | 36       | .280 | |
| Lakeland Magic |             |           |                   |         |          |      | |
| 2017–18        | Eastern     | Southeast | 2º                | 28      | 22       | .560 | Pierde 1ª ronda (Erie, 90–96)                                                                                              |
| 2018–19        | Eastern     | Southeast | 1º                | 32      | 18       | .640 | Gana Semifinal Conf. (Westchester) 104–91 Pierde Final Conf. (Long Island) 106–108                                         |
| 2019–20        | Eastern     | Southeast | 1º                | 25      | 17       | .595 | |
| 2020-21        | -           | -         | 6º                | 9       | 6        | .600 | Gana cuartos de final Erie BayHawks 110-139 Gana Semifinal Santa Cruz Warriors 96-108 Gana Final Delaware Blue Coats 78-97 |
| 2021-22        | Eastern     | —         | 12º               | 11      | 21       | .344 | |
| 2022–23        | Eastern     | —         | 8th               | 18      | 14       | .563 | |
| Osceola Magic  |             |           |                   |         |          |      | |
| 2023–24        | Eastern     | —         | 1º                | 22      | 12       | .647 | Pierde Semifinal (Long Island) 112–120                                                                                     |
| 2024–25        | Eastern     | —         | 1º                | 22      | 12       | .647 | Gana Semifinal (Indiana) 129–114 Gana Final de Conferencia (Maine) 135–122 TBD Championship (Stockton) –                   |
| Totales        |             |           |                   |         |          |      | |
| 345            | 360         | .489      | Temporada regular |         |          |      | |
| 6              | 8           | .429      | Playoffs          |         |          |      | |

## Afiliaciones
- Philadelphia 76ers (2008–2009)
- Cleveland Cavaliers (2008–2011)
- Toronto Raptors (2009–2011)
- New York Knicks (2011–2014)
- Orlando Magic (2014-presente)

## Jugadores

### Líderes estadísticos
Puntos totales temporada regular
| #                                                      | Jugador       | Temporadas                                | Promedio | Partidos | Total |
| ------------------------------------------------------ | ------------- | ----------------------------------------- | -------- | -------- | ----- |
| 1                                                      | Erik Daniels  | 2008 - 2009 / 2010- 2011 / 2012 - act (3) | 14,8     | 104      | 1542  |
| 2                                                      | Ivan Harris   | 2008 - 2010 (2)                           | 14,0     | 99       | 1390  |
| 3                                                      | D. J. Kennedy | 2011 - 2013 (2)                           | 17,1     | 79       | 1348  |
| 4                                                      | Kyle Goldcamp | 2009 - act (4)                            | 10,4     | 127      | 1323  |
| 5                                                      | Ivan Johnson  | 2010 - 2011 (1)                           | 22,6     | 49       | 1105  |
| Referencia: Nota actualizados al final temporada 12/13 |               |                                           |          |          |       |

Rebotes totales temporada regular
| #                                                      | Jugador       | Temporadas                                | Promedio | Partidos | Total |
| ------------------------------------------------------ | ------------- | ----------------------------------------- | -------- | -------- | ----- |
| 1                                                      | Kyle Goldcamp | 2009 - act (4)                            | 7,2      | 127      | 918   |
| 2                                                      | Erik Daniels  | 2008 - 2009 / 2010- 2011 / 2012 - act (3) | 7,3      | 104      | 755   |
| 3                                                      | D. J. Kennedy | 2011 - 2013 (2)                           | 7,7      | 79       | 612   |
| 4                                                      | Jackie Manuel | 2008 - 2010 (2)                           | 6,1      | 91       | 556   |
| 5                                                      | John Bryant   | 2008 - 2009 / 2010 - 2012 (3)             | 9,5      | 49       | 465   |
| Referencia: Nota actualizados al final temporada 12/13 |               |                                           |          |          |       |

Asistencias totales temporada regular
| #                                                      | Jugador           | Temporadas                                | Promedio | Partidos | Total |
| ------------------------------------------------------ | ----------------- | ----------------------------------------- | -------- | -------- | ----- |
| 1                                                      | Cliff Clinkscales | 2008 - 2010 (2)                           | 5,2      | 82       | 428   |
| 2                                                      | D. J. Kennedy     | 2011 - 2013 (2)                           | 4,9      | 79       | 385   |
| 3                                                      | Cedric Jackson    | 2009 - 2011 (2)                           | 7,2      | 48       | 345   |
| 4                                                      | Erik Daniels      | 2008 - 2009 / 2010- 2011 / 2012 - act (3) | 14,8     | 104      | 1542  |
| 5                                                      | Roderick Wilont   | 2009 - 2011 (2)                           | 6,0      | 44       | 266   |
| Referencia: Nota actualizados al final temporada 12/13 |                   |                                           |          |          |       |